# Салтыков, Алексей Дмитриевич
Князь Алексе́й Дми́триевич Салтыко́в (1 февраля 1806 — 11 марта 1859) — русский путешественник по Персии и Индии, писатель и художник, англоман. Внук Н. И. Салтыкова, брат П. Д. Салтыкова. За свои нетипичные для русской аристократии интересы был прозван Индийцем.

## Служебная карьера
Родился в Петербурге 1 февраля 1806 г. в семье незрячего князя Дмитрия Николаевича Салтыкова и его жены Анны Николаевны, урождённой Леонтьевой. Получив домашнее воспитание, он 11 декабря 1823 г. поступил на службу актуариусом Государственной Коллегии иностранных дел, а 22 августа 1826 г. был пожалован званием камер-юнкера; в том же году (9 ноября) был откомандирован для особых поручений к статс-секретарю Д. Н. Блудову.
После короткой отставки, 1 октября 1828 г. князь был назначен состоять при А. П. Бутеневе, бывшем тогда поверенным в делах в Константинополе, а через полтора года (3 января 1830 г.) перевелся в Грецию по особым поручениям к графу В. Н. Панину; вскоре же, перемещенный в ведомство Азиатского департамента, определён секретарем миссии в Греции, где оставался до 1831 г.
Пробыв недолго при посольстве в Лондоне (с 22 ноября 1832 г.) князь по собственному желанию, перевелся во Флоренцию (14 февраля 1834 г.), а за упразднением там миссии, определён к миссии же в Рим (26 февраля 1836 г.). Наконец, 7 августа 1838 г. он был послан в Тегеран, откуда вернулся в Петербург 4 мая 1839 г. и был отправлен курьером в Лондон. Но уже 3 октября 1840 г. Салтыков никогда не имевший влечения к дипломатии, по прошению был уволен от службы с чином надворного советника. К этому времени был награждён орденами Св. Станислава 2-й степени, Св. Владимира 4-й степени и Св. Анны 3-й степени.

## Странствия по Востоку
Имея с самого детства врожденную страсть к путешествиям, которая ещё более развилась в нём за время служебных поездок, и обладая при том значительными средствами (3500 душ в Юрьевском, Покровском и Владимирском уездах Владимирской губернии), князь всегда мечтал совершить путешествие по Востоку. Это желание ему удалось исполнить в конце 1838 г., когда он получил назначение в Персию. Отправившись на место своего нового служения через Кавказ, С. прожил до мая 1839 г. в Тегеране, наблюдая и записывая нравы и образ жизни его жителей.
В 1841—1843 гг. князь Салтыков совершил своё первое путешествие по Индии. В 1845—1846 гг. — второе, в котором провел все время в «беспрерывных поездках по южной и средней Индии и осмотрев много мест, которых не удалось видеть в первое путешествие». Конец жизни князь Салтыков проводил в поездках по Европе.

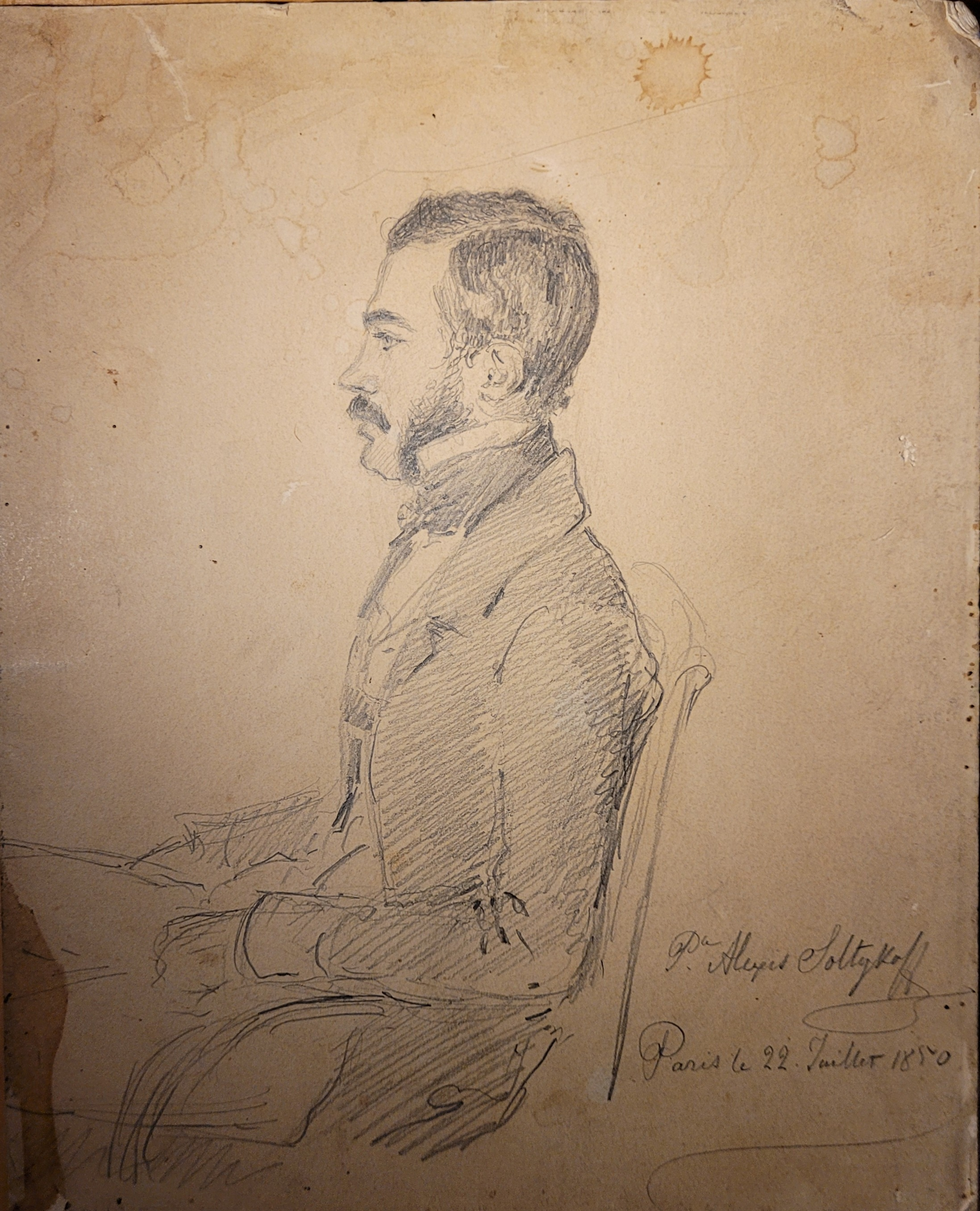
Алексей Салтыков. Париж, 22 июля 1850 год

В своей домашней обстановке он всегда отличался некоторой эксцентричностью, ходил в персидском или индийском костюме (откуда и прозвище его «Индеец»). Квартира его всегда представляла собой целый музей редкостей и была обставлена по-восточному. Жил он везде отшельником, по целым дням занимаясь живописью, к которой имел большую любовь, и «приглашал к себе в дом только хороших рисовальщиков, так как и сам был не из последних».

По отзывам лиц, его знавших, князь Салтыков «принадлежал к числу редких людей, одаренных приятным характером, без малейшей гордости и шарлатанства и сверх того скромностью», в обращении с другими был всегда чрезвычайно мягок, ласков и предупредителен. Один из современников вспоминал, что Салтыков отличался изящной и аристократической внешностью, по внешним манерам он напоминал Шопена; в сорок лет он имел юношескую гибкость, а черты его худощавого, продолговатого лица имели меланхолично добродушное выражение. 

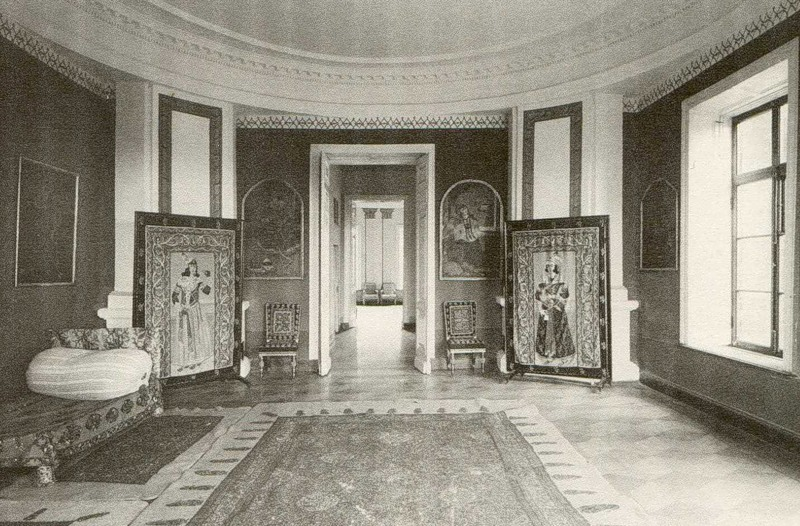
Восточные диковинки в усадьбе Снегирёво

Умер от болезни сердца в Париже, где жил отшельником и приглашал к себе в дом только художников. Похоронен под алтарём Крестовоздвиженской церкви в родовом имении в с. Снегирево Владимирской губернии.

## Труды
Свои впечатления о первых поездках Салтыков напечатал в 1849 г. в Москве, под заглавием «Путешествие в Персию». Описание этого же путешествия, изданное в Париже на французском языке, выдержало три прижизненных иллюстрированных издания (1851, 1853 и 1854 гг.) и, кроме того, было дважды издано в Варшаве, в переводе с французского языка на польский Wojciecha Szymanowskiego (1852 и 1856 гг.).
Описание путешествия в Индию печаталось в отрывках в «Москвитянине» 1849 г., а затем издано на французском языке в Париже в 1851 году, с иллюстрациями самого Салтыкова. Описание второго путешествия появилось сперва в Париже, в 1848 г., под заглавием «Voyage dans l’Inde, composé de 36 lithographies à deux teintes», пo рисункам самого князя, и вышло вторым изданием там же в 1850—1852 гг. На русском языке, без рисунков, издано в Москве, в переводе Л. А. Мея, в 1851 году под заглавием: «Письма об Индии».
В этом же году была издана в Париже С. «Voyage en Perse et dans l’Inde» (3 vol., Paris, 1850—51, 8°), вызвавшая самый восторженный отзыв Lacomb’а считавшего это произведение замечательным литературным явлением. Такого же мнения о нём был и кн. П. А. Вяземский.
В 1853 г. Алексей Дмитриевич издал в Париже художественно исполненные снимки со своих рисунков, представляющих типы жителей, потратя на это издание огромные деньги (Les habitants de l’Inde, dessinés d’après nature par le prince Solticoff, lith. par Рrayer. Paris 1853, 42 planches in f°).

Иллюстрации из сочинений А. Д. Салтыкова
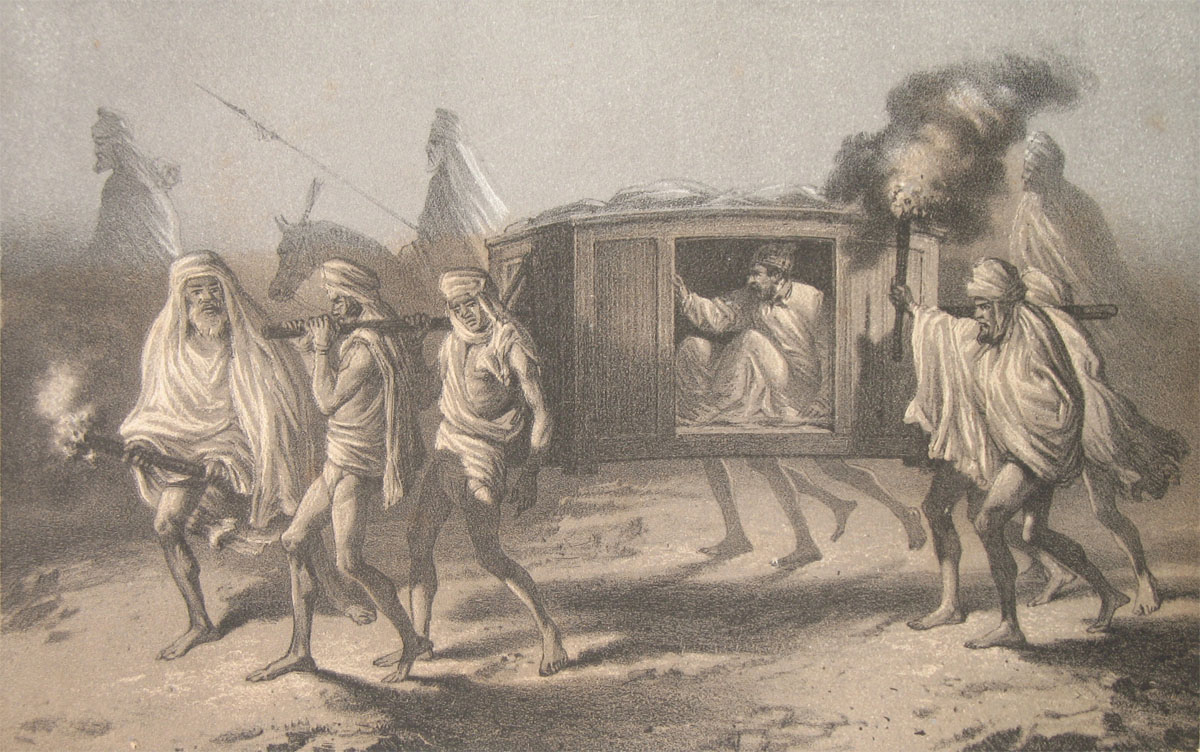
На дороге между Коломбо и Канди, 1848, Lettres sur l’Inde, Paris, Amyot
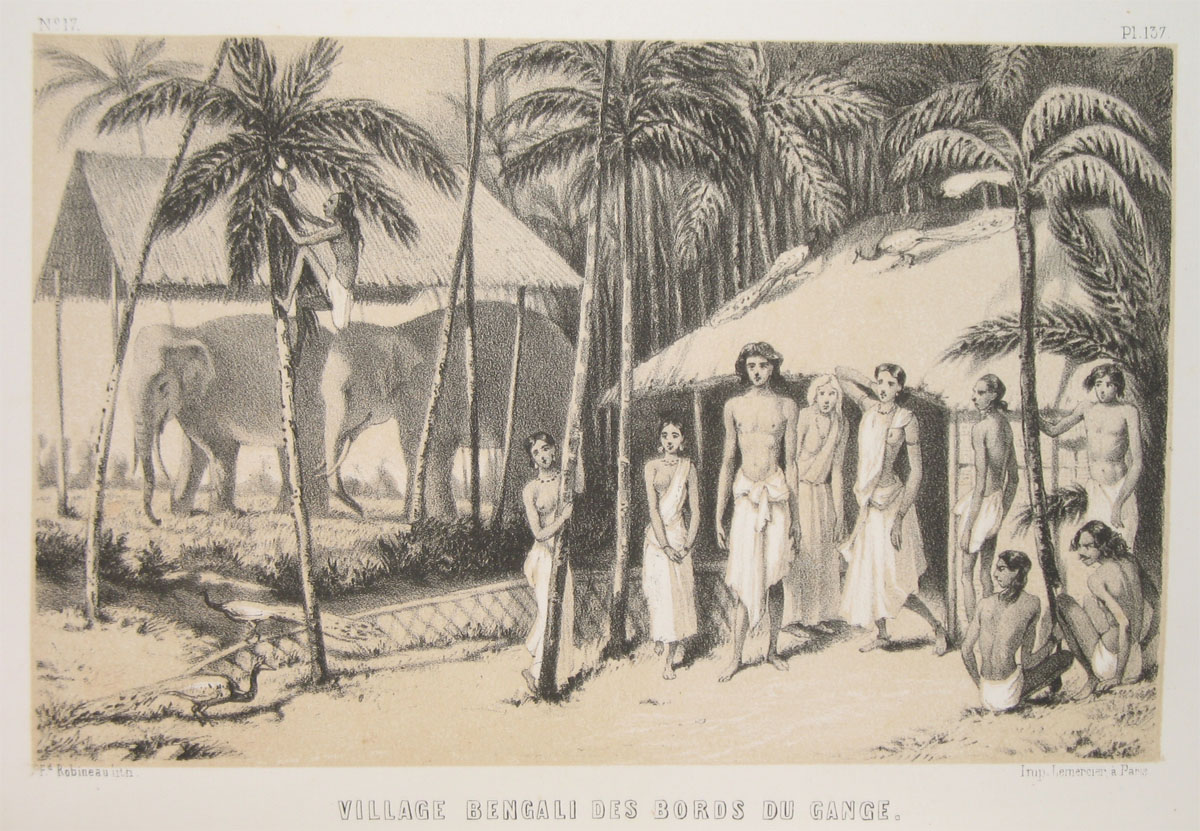
Бенгальская деревня на берегу Ганга, 1848, Lettres sur l’Inde, Paris, Amyot
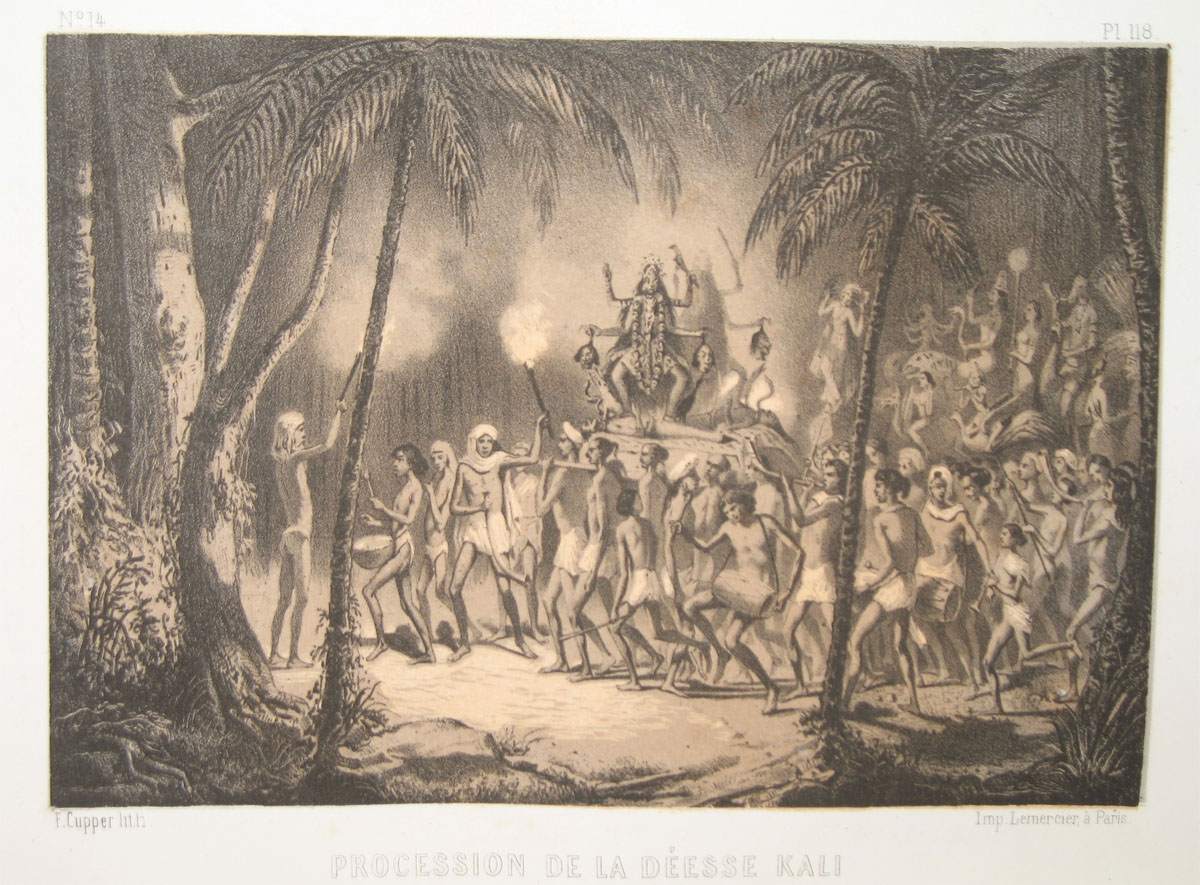
Процессия в часть богини Кали, 1848, Lettres sur l’Inde, Paris, Amyot
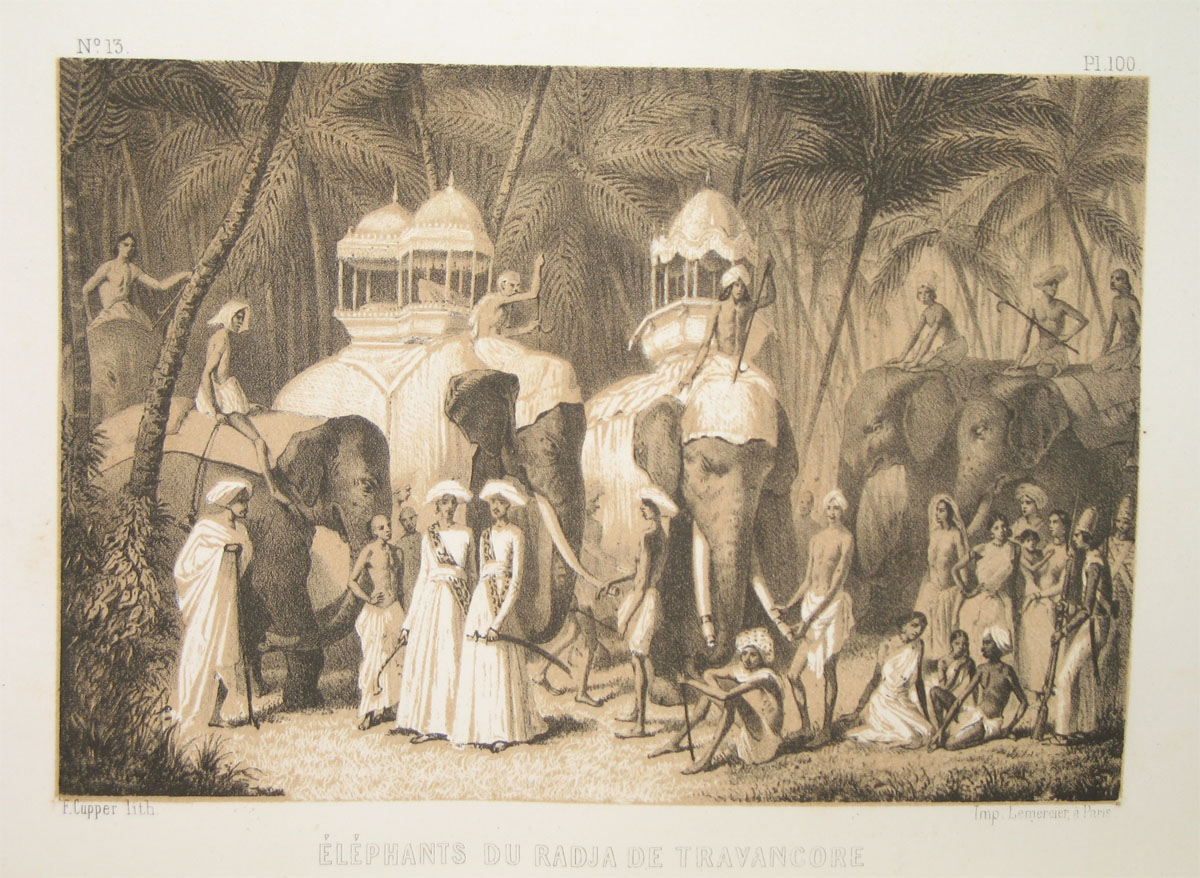
Слоны раджи Траванкура, 1848, Lettres sur l’Inde, Paris, Amyot
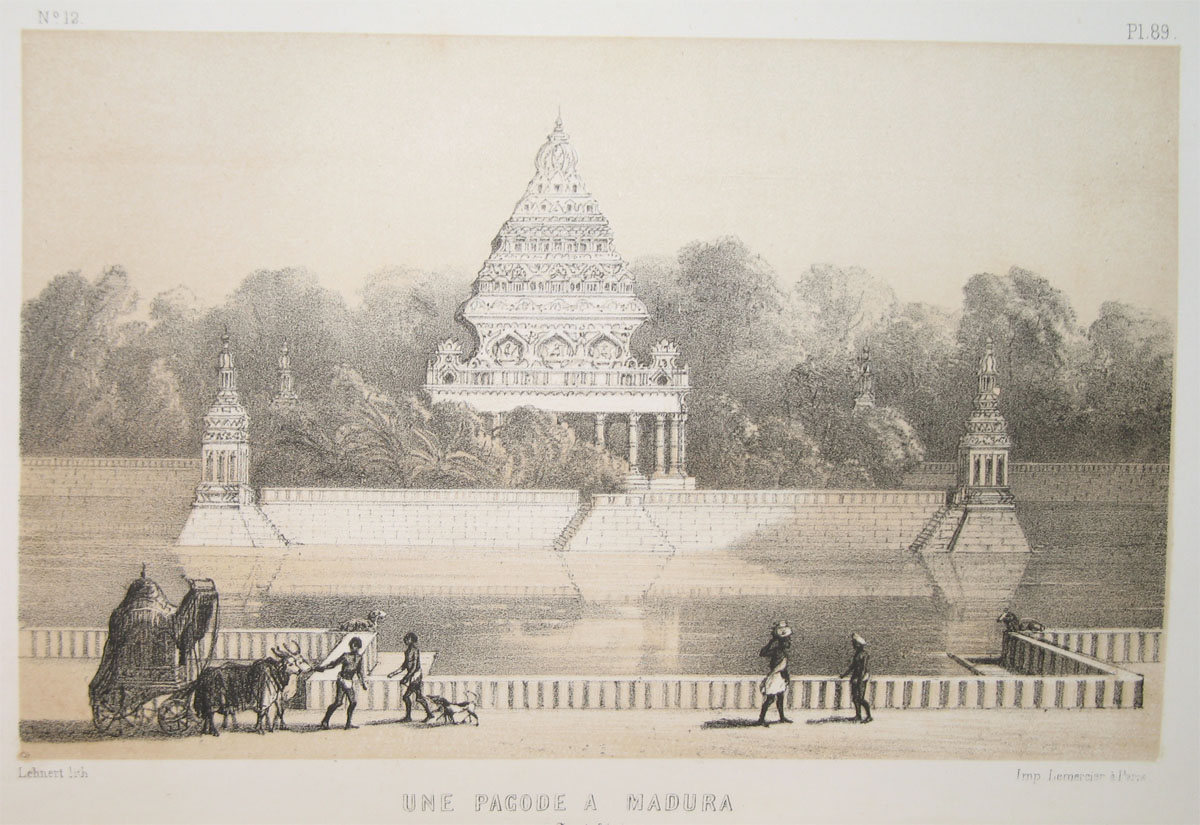
Пагода, 1848, Lettres sur l’Inde, Paris, Amyot
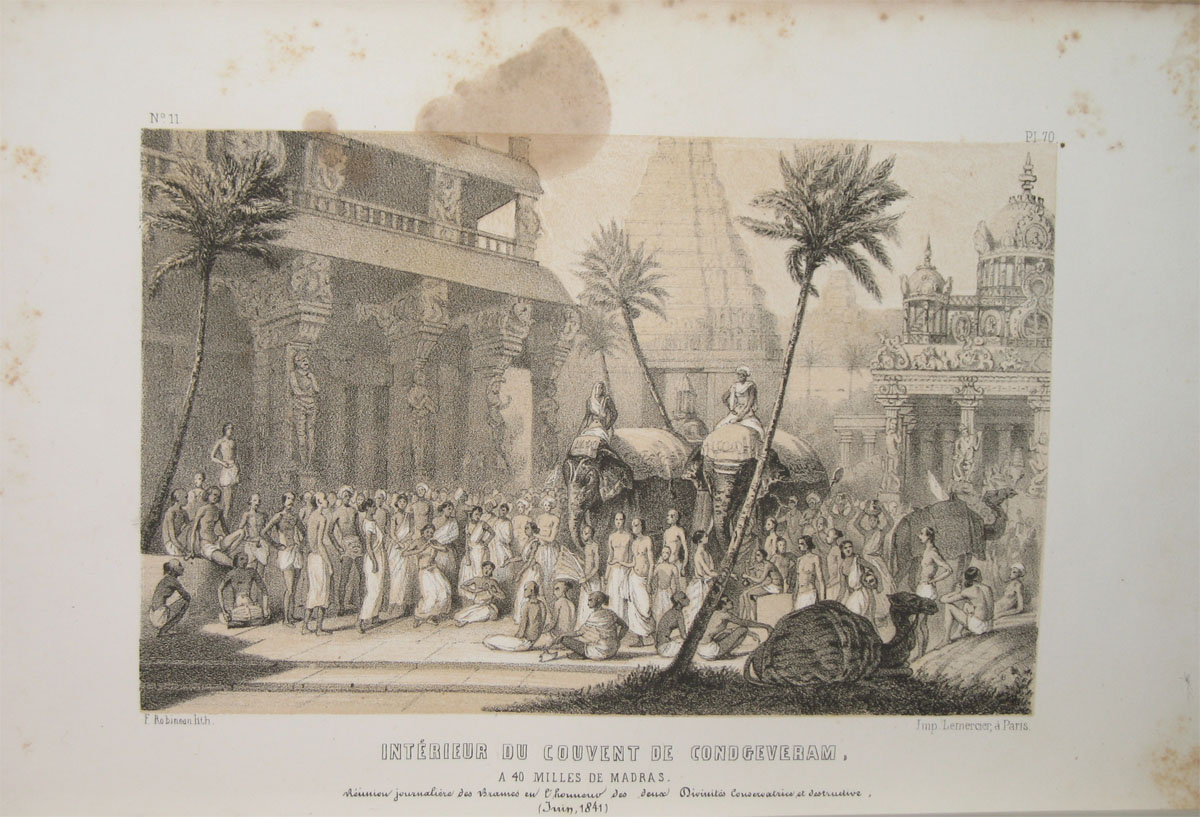
Мадрас, 1848, Lettres sur l’Inde, Paris, Amyot
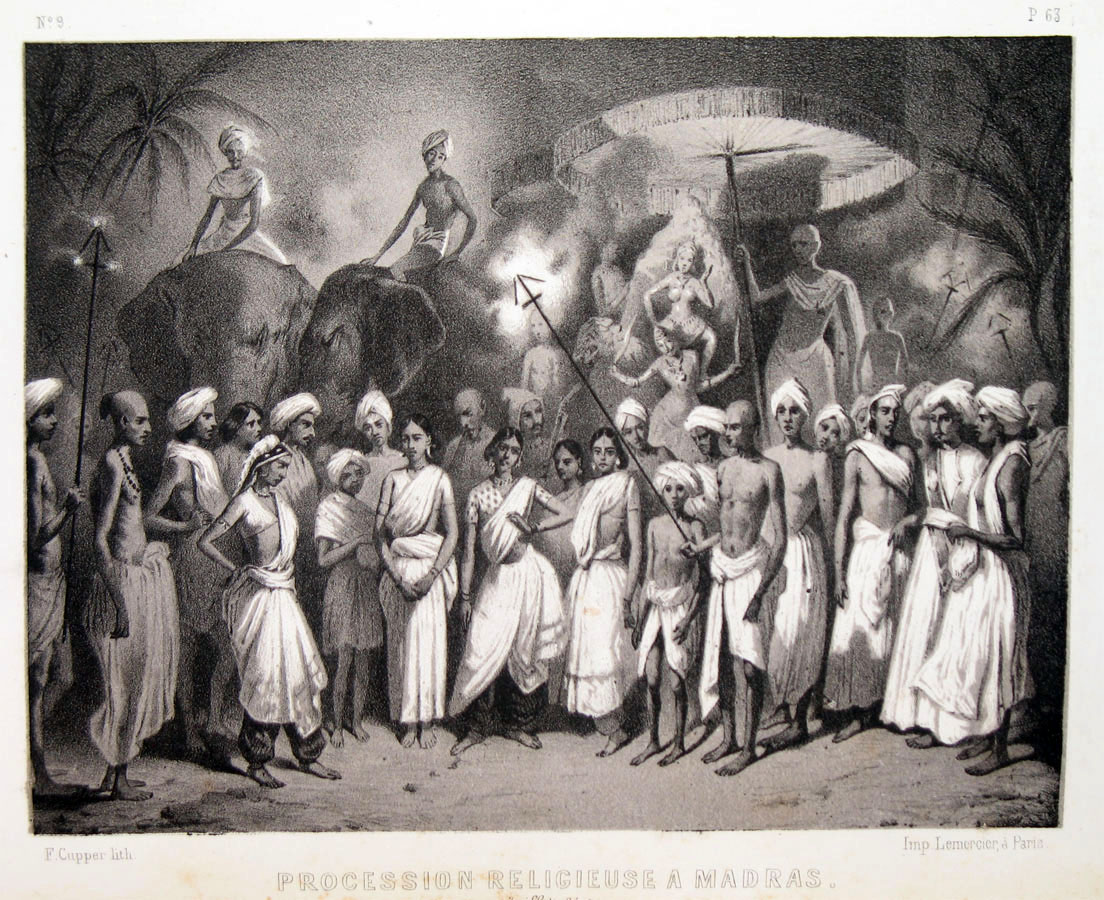
Религиозная процессия в Мадрасе, 1848, Lettres sur l’Inde, Paris, Amyot
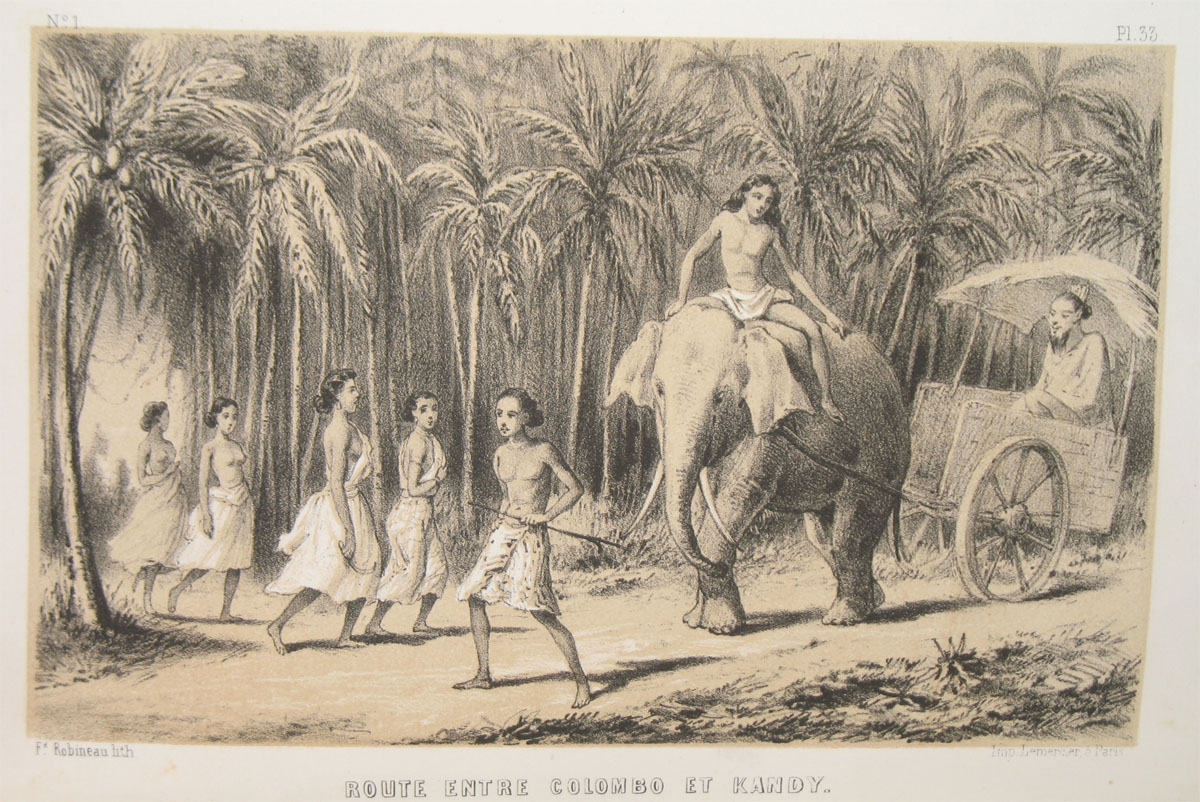
На дороге между Коломбо и Канди, 1848, Lettres sur l’Inde, Paris, Amyot